# Copaifera
Copaifera é um gênero botânico de espécies  pertencentes a família Fabaceae, inclui 72 espécies descritas, muito semelhantes entre si, principalmente pelo grande porte das árvores, inclui 16 diferentes espécies que só são encontradas no Brasil, nas regiões Amazônica e Centro-oeste. Dentre as espécies mais abundantes, destacam-se: C. officinalis L. (norte do Amazonas,Roraima, Colombia, Venezuela e San Salvador), C. guianensis Desf. (Guianas), C. reticulata Ducke, C. multijuga Hayne (Amazônia), C. confertiflora Bth (Piauí), C. langsdorffii Desf. (Brasil, Argentina e Paraguay), C. coriacea Mart. (Bahia), C. cearensis Huber ex Ducke (Ceará).
As espécies de Copaifera são denominadas popularmente de copaíbas, e são árvores de grande porte nativas da região tropical da América Latina e também da África Ocidental. Na América Latina são encontradas espécies de copaíbas na região que se estende do México ao norte da Argentina.
As copaíbas são amplamente utilizadas na medicina popular, devido às propriedades etnofarmacológicas do óleo resina, extraído do tronco de suas espécies, o uso se dá pela administração oral ou tópica.

## Distribuição geográfica
São plantas nativas das regiões tropicais da América Latina e da África Ocidental. O gênero possui 72 espécies descritas, sendo 16 endêmicas do Brasil, e dentre as espécies descritas a maioria ocorre na América Latina, com apenas 19 espécies descritas no continente africano. No Brasil possui uma ampla distribuição, tendo sua ocorrência registrada em 24 estados mais o Distrito Federal, não sendo registrada apenas nos estados de Alagoas e Sergipe. Ocorre nos domínios fitogeográficos da Amazônia, Cerrado, Caatinga e Mata Atlântica, sendo que a maior diversidade de espécies é encontrada no Cerrado e na Amazônia.

## Descrição e identificação
As espécies do gênero Copaifera são árvores ou arbustos, podendo atingir até 40 metros de altura, possuem um crescimento lento, e podem viver até 400 anos. Possuem um tronco áspero, de coloração escura, medindo de 40 centímetros a 4 metros de diâmetro. As folhas são compostas (como é comum na família Fabaceae), alternadas, pecioladas e pinadas, enquanto as flores são pequenas, hermafroditas, apétalas e arranjadas em inflorescências do tipo panículas axilares. Os frutos das espécies pertencentes ao gênero Copaifera contém uma semente ovóide, envolta por um arilo abundante de coloração que varia entre o amarelo e o laranja, e que tem uma grande importância na atração de animais dispersores de semente, principalmente aves. As espécies possuem em seu interior, por toda extensão do caule, uma grande quantidade de óleo-resina, o que levou as plantas do gênero a serem conhecidas popularmente como “pau-de-óleo”, entre outros nomes populares. 
O gênero é de difícil identificação, sendo essa realizada com base em características das flores. A pubescência (presença de pelos) nas sépalas, o comprimento das anteras e a condição glaborosa ou não dos pistilos são caracteres levados em consideração na identificação do gênero. Características dos frutos também são importantes, entretanto, esses são dificilmente encontrados em coleções botânicas.

## Polinização e dispersão
A síndrome de polinização predominante no gênero é a melitofilia. Na maioria dos casos, a polinização é realizada por abelhas dos gêneros Apis e Trigona. Já a síndrome de dispersão predominante é a ornitocoria, sendo a dispersão realizada principalmente pelo Tucanuçu (Ramphastos toco) e a Gralha-do-campo (Cyanocorax cristatellus).

## Óleo de copaíba
As árvores do gênero Copaifera, popularmente chamadas também de “Copaíbas”, produzem em seu tronco um óleo-resina muito utilizado na medicina popular no Brasil, facilmente encontrado em feiras livres, ervanários e lojas de produtos naturais, sendo uma das plantas com uso medicinal mais conhecida e utilizada no país. Tal óleo é conhecido por possuir diversas propriedades medicinais e cosméticas, sendo utilizado pela indústria cosmética na produção de sabonetes, cremes, espumas de banho, xampus, condicionadores, loções hidratantes para os cabelos e óleos hidratantes para o corpo, muito por conta de suas propriedades emoliente, antibacteriana e anti-inflamatória. 
Já na medicina popular, tem suas indicações mais comuns para as vias urinárias, atuando como antiblenorrágico, anti-inflamatório, antisséptico, no tratamento de cistite, incontinência urinária e sífilis; para as vias respiratórias, como antiasmático, e expectorante, no tratamento de bronquite, faringite, hemoptise, pneumonia e sinusite; para as infecções da derme e mucosa, em dermatitis, eczemas, psoríase e ferimentos; para úlceras e feridas no útero. Além disso, é empregado como analgésico, antidiarreico, cicatrizante, afrodisíaco, antioxidante, antitetânico, anti-herpético, bactericida, anticancerígeno, antitumoral, no tratamento de leishmaniose, reumatismo, hemorragias, paralisia, dores de cabeça e picadas de cobra. 
Em relação a propriedades cientificamente comprovadas, o óleo de copaíba já foi comprovado como laxante, antitetânico, antisséptico do aparelho urinário, cicatrizante, anti-inflamatória e inibidor tumoral, além de possuir ação diurética. 
O óleo é um produto de excreção e desintoxicação do organismo vegetal, e têm como principal função no organismo promover a defesa da planta contra animais, fungos e bactérias. Sua composição química se dá a partir de uma solução de ácidos diterpênicos, em um óleo essencial constituído por sesquiterpenos, sendo os principais sesquiterpenos o beta-cariofileno, com ação anti-inflamatória, antibacteriana, antifúngica e antiedêmica, e o beta-bisaboleno, analgésico e anti-inflamatório. Já os diterpenos mais encontrados são o ácido hardwíckico, colavenol, ácido copaíferico, ácido copálico, entre outros.
O óleo de copaíba é encontrado em canais secretores localizados em todas as partes da árvore. Estes canais são formados pela dilatação de espaços intercelulares que se intercomunicam no meristema, chamados de canais esquizógenos. A maior parte desse aparelho secretor encontra-se no tronco, onde os canais longitudinais, distribuídos em faixas concêntricas, nas camadas de crescimento demarcadas pelo parênquima terminal, reúnem-se com um traçado irregular, em camadas lenhosas, muitas vezes sem se comunicarem.
Existem vários os métodos relatados para a retirada do óleo de copaíba. Antigamente, obtinha-se o óleo através de cortes a machado no tronco, método que não era muito vantajoso uma vez que inutilizava a árvore. A incisão em V, colocando-se abaixo vasos apropriados para receber o óleo, semelhante a extração de borracha, e o chamado método do arrocho, que consiste em selar o tronco, abaixo das incisões, com embiras e cipós e coletar o óleo da árvore até o seu esgotamento, provocando sua morte, são métodos há muito tempo abandonados, tendo em vista que também inutilizam a árvore. A retirada por meio de bomba de sucção também é descrita, porém pouco difundida.
A única prática de coleta não agressiva é aquela realizada através de uma incisão utilizando um trado a cerca de 1 metro de altura do tronco, seguida pela inserção de um canudo ou cano neste orifício, para direcionar o óleo para fora. Terminada a coleta, o orifício é vedado com argila para impedir a infestação da árvore por fungos ou cupins.

## Utilização da madeira
A madeira de determinadas espécies de Copaifera também desperta grande interesse. Sua superfície é lisa, lustrosa, durável, de alta resistência a ataque de xilófagos e baixa permeabilidade, sendo muito utilizada na fabricação de peças torneadas e de marcenaria em geral. A árvore também é utilizada na fabricação de carvão e pelas indústrias de construção civil e naval.

## Histórico no Brasil
O interesse pela madeira e pelo óleo extraído da copaíba fez com que o Governo Imperial, em 1818, regulasse a derrubada das copaibeiras através de um ato expedido, segundo o qual as árvores só poderiam ser derrubadas por conta do estado, vendidas com 20% de lucro para a produção de mastros e vergas de navios.